# Якименко Олексій Андрійович
Олексій Андрійович Якименко (рос. Алексей Андреевич Якименко, нар. 31 жовтня 1983, Барнаул, Алтайський край, Росія) — російський фехтувальник на шаблях, бронзовий призер (2004) Олімпійських ігор, восьмиразовий чемпіон світу, тринадцятиразовий чемпіон Європи, багаторазовий призер чемпіонатів світу та Європи.

## Виступи на Олімпіадах
| Олімпіада           | Дисципліна          | Місце |
| ------------------- | ------------------- | ----- |
| Афіни 2004          | командна шабля      | 3     |
| Пекін 2008          | індивідуальна шабля | 21    |
| Пекін 2008          | командна шабля      | 4     |
| Лондон 2012         | індивідуальна шабля | 9     |
| Лондон 2012         | командна шабля      | 4     |
| Ріо-де-Жанейро 2016 | індивідуальна шабля | 17    |